# Pulex irritans
Pulex irritans, coneguda erròniament com a puça dels humans, a vegades com a puça comuna, és una espècie d'insecte sifonàpter de la família Pulicidae. Té una distribució cosmopolita i un molt ampli espectre d'hoste, inclòs l'home, però no és la puça de l'ésser humà, com ho fa suposar el nom comú en altres idiomes; l'ésser humà no té una espècie de puça exclusiva, com el gos i el gat (però sí espècies pròpies de polls).
La puça comuna parasita moltes espècies de mamífers i aus, inclosos animals domèstics. Ha estat trobada en gossos i cànids salvatges, micos, pòssums, gats i fèlids silvestres, rates negres i rates d'embornal, rosegadors silvestres, porcs, ratapinyades, pollastres, entre d'altres. Pot ser hoste intermediari de la tènia Dipylidium caninum.